# 경기여자기술학원 화재
경기여자기술학원 화재는 1995년 8월 21일 새벽 2시 6분경에 (현 경기도 용인시 기흥구 용구대로 2311                )에 있던 경기여자기술학원에서 발생한 화재이다. 가혹행위가 학생들의 학원을 빠져나가기 위한 방화로 이어져 많은 인명피해가 발생했다.
경기여자기술학원은 윤락녀, 가출소녀, 고아 등을 수용하는 시설이었다. 하지만 학원측은 편지를 검열하고 기숙사에 쇠창살을 설치하는 등의 인권 유린적인 행위를 하였으며 특히 쇠창살로 기숙사를 잠근 것은 화재의 피해를 더욱 확대시킨 원인이 되기도 하였다.
화재가 발생했던 그 자리에는 현재 경기도일자리재단 남부사업본부가 들어서 있다.